# DOMOV
DOMOV (z Demokracie-Odpovědnost-Morálka-Odvaha-Vlastenectví, zkratka též DOMOV) je česká krajně pravicová politická strana založená v roce 2019, původně pod jménem Institut. Současný název nese od roku 2022, kdy ji převzalo současné vedení po odchodu ze strany Česká Suverenita (do té doby Volný blok). Současným předsedou strany je bezpečnostní expert David Tygr Ploc.

## Program
Strana podporuje vystoupení z, podle ní, „globalistické“ Evropské unie a z NATO a místo toho navrhuje vstup do uskupení BRICS. Chce znovu zavést povinnou vojenskou službu a vytvořit domobranu.
Též navrhuje nakupovat plyn přímo od ruského Gazpromu, vystoupení z Lipské burzy a znárodnění plynové soustavy a vodáren. Také chce prosadit pozemkovou reformu, při níž hodlá zrušit „pozemkové barony“.
Strana také podporuje zákaz výuky o „LQBT (sic), homosexualitě a genderu“ na základních a středních školách a slibuje ochránit „děti a mládež před genetickými experimenty a mrzačením“. Také hodlá omezit letecký provoz nad Českou republikou kvůli údajné škodlivosti chemtrails.
Celkově strana zastává lživé prokremelské narativy, např. že ruská invaze na Ukrajinu neohrožuje celé území Ukrajiny a že na Ukrajině vládne nacistický režim.

## Volební výsledky

### Volby do zastupitelstev obcí v Česku 2022
Na začátku roku 2022 se předsedou strany stala dvojka pražské kandidátky strany Volný blok pro volby do Poslanecké sněmovny v roce 2021 David Tygr Ploc. Brzy poté strana oznámila vznik koalice se stranami Rozumní a Česká Suverenita pro volby do zastupitelstev obcí v roce 2022 v Praze a Ploce jako kandidáta na primátora. V Brně kandidovala společně s KSČM, SPOZ a hnutím Slušní lidé v rámci koalice Restart pro Brno.

### Volby do Senátu Parlamentu České republiky 2022
Strana nominovala dva kandidáty do senátních voleb v roce 2022, a to v obvodech 52–Jihlava a 58–Brno-město. Oba kandidáti získali ve svých obvodech nejmenší počet hlasů.

### Volba prezidenta České republiky 2023
V prezidentských volbách v roce 2023 strana podporovala kandidáta hnutí ANO Andreje Babiše.

### Volby do Evropského parlamentu v Česku 2024
Strana se účastní voleb do Evropského parlamentu v roce 2024 v koalici se stranou ČSSD – Česká suverenita sociální demokracie a hnutím Směr Česká republika.